# Бертран, Ксавье
Ксавье Бертран (фр. Xavier Bertrand, род. 21 марта 1965, Шалон-ан-Шампань, Франция) — французский политический деятель, бывший министр и депутат Национального собрания Франции, президент Совета региона О-де-Франс.

## Биография

### Рождение, образование
Ксавье Бертран родился в семье банковских служащих. Окончил университет Реймса по специальности «государственное право», затем получил диплом DESS (соответствует магистру по Болонской системе) по местному управлению. Начал карьеру в роли страхового агента.

### Политическая карьера
Ксавье Бертран рано увлёкся политикой, в 16 лет став волонтёром Объединения в поддержку Республики, которое впоследствии было преобразовано в партию Союз за народное движение (СНД). В 1992 году возглавлял в департаменте Эна кампанию против одобрения Маастрихстского договора на референдуме. В 1995 году был избран вице-мэром города Сен-Кантен. Он был одним из инициаторов создания в центре города комплекса услуг для летнего отдыха «Пляж Сен-Кантен» по образу Пари-Пляж.
Ксавье Бертран был посвящён 11 марта 1995 года в масонской ложе «Сыновья Исиды» Великого востока Франции на Востоке Тернье (Эна).
В 1997—2002 годах Ксавье Бертран был парламентским секретарём сенатора Жака Браконье, а в 2002 году впервые баллотировался в Национальное собрание Франции по 2-му избирательному округу департамента Эна и одержал победу. После этого он ещё дважды — в 2007 и 2012 годах — избирался депутатом Национального Собрания. В 2003 году лидер СНД Ален Жюппе поручил Бертрану представлять в парламенте проект пенсионной реформы. В это же время он вступил в престижный политический клуб «Компас», в который вошли 38 депутатов реформистского крыла Союза за народное движение, поддерживающие президента Жака Ширака.
В марте 2004 года премьер-министр Жан-Пьер Раффарен предложил Бертрану войти в состав правительства в качестве государственного секретаря по вопросам здравоохранения, отвечающего за страховую медицину. Он был автором закона о реформировании системы страховой медицины. В 2005 году Бертран активно выступал за принятие европейской конституции на референдуме, но большинство населения проголосовало против. После этого правительство Рафаррена ушло в отставку, и новый премьер-министр Доминик де Вильпен предложил Бертрану занять пост министра здравоохранения в новом правительстве. На время его пребывания в этой должности приходится, в частности, принятие в 2004 году закона о запрете курения в общественных местах.
В 2006 году Ксавье Бертран поддержал выдвижение кандидатуры Николя Саркози на пост президента Франции, и в марте 2007 года ушёл в отставку с поста министра, чтобы полностью посвятить себя президентской кампании Саркози. После его победы на президентских выборах в мае 2007 года занял пост министра труда, солидарности и семьи в первом правительстве Франсуа Фийона. С декабря 2008 года по ноябрь 2010 года занимал пост президента партии Союз за народное движение; в 2009 году, находясь с визитом в Китае, подписал соглашение о сотрудничестве СНД с Коммунистической партией Китая, что вызвало неоднозначную реакцию во Франции. В октябре 2010 года был избран мэром города Сен-Кантен — крупнейшего города департамента Эна.
14 ноября 2010 года получил в третьем правительстве Фийона портфель министра труда, занятости и здравоохранения.
В 2012 году во время выборов в Национальное Собрание выиграл очень тяжёлую кампанию во 2-м избирательном округе департамента Эна, обойдя лидера социалистов в Сен-Кантене Анн Феррейра с преимуществом в 222 голоса (50,3 % голосов). Он претендовал на пост лидера фракции СНД в Национальном Собрании, но уступил Кристиану Жакобу.
В сентябре 2012 года Ксавье Бертран объявил о намерении бороться за выдвижение кандидатом в президенты Франции от СНД на выборах 2017 года.
13 декабря 2015 года избран в Совет региона О-де-Франс (объединение регионов Нор — Па-де-Кале и Пикардия), получив во втором туре 57,77 % голосов против 42,23 % у его соперницы Марин Ле Пен, а 4 января 2016 года безальтерантивно избран председателем совета региона (депутаты Национального фронта отказались от участия в голосовании в знак протеста против снятия левыми своих кандидатов).
12 декабря 2017 года, после победы Лорана Вокье на выборах лидера «Республиканцев», Бертран объявил о выходе из партии.
2 декабря 2021 года проиграл в первом туре прямых выборов официального кандидата от «Республиканцев» на президентских выборах 2022 года, хотя на основании социологических исследований считался фаворитом (его соперниками выступали Валери Пекресс и Эрик Сьотти, вышедшие во второй тур, а также Мишель Барнье и Филипп Жювен. 4 декабря по итогам второго тура праймериз кандидатом стала Пекресс.

### Личная жизнь
Ксавье Бертран женат на Эммануэль Гонтье, советнике по гуманитарным вопросам.
У них трое детей: дочь Каролин (род. 1995) и близнецы — дочь Амре и сын Мало (род. 20.12.2006).

## Занимаемые должности
20.03.1989 — 18.06.1995 — член городского совета Сен-Кантена 

19.06.1995 — 03.10.2010 — вице-мэр города Сен-Кантен 

23.03.1998 — 29.07.2002 — член генерального совета департамента Эна от кантона Сен-Кантен-Север 

19.06.2002 — 30.04.2004 — депутат Национального Собрания Франции от 2-го избирательного округа департамента Эна

21.03.2004 — 31.05.2005 — государственный секретарь по вопросам здравоохранения в правительстве Жана-Пьера Раффарена 

02.06.2005 — 26.03.2007 — министр здравоохранения в правительстве Доминика де Вильпена 

18.05.2007 — 15.01.2009 — министр труда, занятости и социального единства в правительстве Франсуа Фийона

20.06.2007 — 19.07.2007 — депутат Национального Собрания Франции от 2-го избирательного округа департамента Эна

05.12.2008 — 11.11.2010 — генеральный секретарь партии Союз за народное движение 

15.02.2009 — 14.12.2010 — депутат Национального Собрания Франции от 2-го избирательного округа департамента Эна

04.10.2010 — 14.01.2016 — мэр города Сен-Кантен 

14.11.2010 — 10.05.2012 — министр социальных дел в правительстве Франсуа Фийона

18.06.2012 — 13.01.2016 — депутат Национального собрания Франции от 2-го избирательного округа департамента Эна 

с 04.01.2016 — президент Совета региона О-де-Франс